# Храменков, Анатолий Семёнович
Анатолий Семёнович Храменков (род. 8 декабря 1936) — советский футболист, полузащитник.

## Биография
Воспитанник юношеской команды «Спартак» из города Куйбышев. В 1958 году дебютировал в Первой лиге за красноярский «Локомотив». В Кубке СССР 1958 года дошёл до 1/8 финала. В 1960 году выступал в Высшей лиге за куйбышевские «Крылья Советов». В 1960—1961 годах сыграл за «Крылья» 11 матчей и забил один гол. В 1962 году выступал только за дубль. С 1964 года в клубе «Строитель» из Уфы. За шесть сезонов 219 раз выходил на поле за уфимский клуб в первенствах страны. С 1970 по 1980 год работал тренером в куйбышевской «Заре».